# Окситанија
Окситанија (фр. Occitanie) нови је адмнистративни регион који је формиран 1. јануара 2016. спајањем региона: Лангдок-Русијон и Југ—Пиринеји. Регион обухвата 72.724 km² и у њему живи 5.626.858 становника.
Највећи град и административни центар региона је град Тулуз.